# Japanisch-Amerikanische Studentenkonferenz
Die Japanisch-Amerikanische Studentenkonferenz (Japan America Student Conference/日米学生会議, Nichibei Gakusei Kaigi) (JASC) ist ein interkulturelles Austauschprogramm, das seit seiner Gründung im Jahr 1934 darauf abzielt, durch Begegnungen und Diskussionen von Studierenden zur Verbesserung der Beziehungen zwischen Japan und den Vereinigten Staaten beizutragen. JASC ist das älteste universitäre Austauschprogramm zwischen beiden Ländern.

## Überblick
Die Japanisch-Amerikanische Studentenkonferenz ist ein 1934 gegründetes Austauschprogramm, in dem jährlich Studenten aus Japan und Amerika zusammenkommen, um die Freundschaft und Kommunikation der Studenten aus den beiden Ländern zu fördern.
Gegründet in deiner Zeit der internationalen Spannungen zwischen den beiden Ländern (Japan war damals noch das Japanische Kaiserreich) wurde dieses Programm von Studenten beider Länder initiiert. Die Konferenz ist die älteste dieser Art zwischen den beiden Ländern. Sie findet jährlich abwechselnd in den USA und Japan statt und dauert drei Wochen. Sie bietet Studenten die Gelegenheit, gemeinsam zu forschen, zu diskutieren und nebeneinander zu leben.
Kernpunkt sind die sogenannten „Roundtable“-Gruppen, in denen sich die Delegierten mit verschiedenen Themen auseinandersetzen und diskutieren können. Im Fokus stehen dabei aktuelle Themen, welche von internationaler Politik, über Wirtschaft, bis hin zu sozialen und ökologischen Aspekten variieren können. Dieser Austausch fördert ein tieferes kulturelles Verständnis sowie die Möglichkeit, sich beruflich und persönlich zu entwickeln.
Der starke Fokus auf die „people-to-people diplomacy“ hat in der Geschichte des Austauschprogramms viele Studenten hervorgebracht, welche in der Politik, Wissenschaft und Wirtschaft Karriere gemacht haben.
Das Programm gilt als wertvoller Beitrag zu den bilateralen Beziehungen zwischen den beiden Ländern und genießt offizielle Anerkennung auf höchster politischer Ebene.

## Geschichte
Die Japan-Amerika-Studentenkonferenz (日米学生会議, Nichibei Gakusei Kaigi) (JASC) wurde 1934 von einer Gruppe japanischer Studenten mit dem Ziel gegründet, die bilateralen Beziehungen zwischen den beiden Ländern durch den Austausch von Ideen und Perspektiven zu verbessern. Zu diesem Zwecke wurde 1934 auch die erste Konferenz initiiert. Die zweite Konferenz fand darauf am Reed College in Portland, Oregon statt und etablierte somit die Tradition, das Austragungsland jährlich zu wechseln. Die Konferenzen setzten ein wichtiges Zeichen für den Dialog und die friedliche Verständigung der beiden Länder. Ab 1941 musste die Konferenz aufgrund des japanischen Überfalls auf die US-Pazifikflotte in Pearl Harbor und die anschließenden Kampfhandlungen im Pazifik ausgesetzt werden.
1947 wurde die Konferenz von Studenten in Japan wiederbelebt. Trotz finanzieller Hürden und einer weiteren Pausierung von 1955 bis 1964 aufgrund logistischer und finanzieller Hürden, wurde die Konferenz weiter fortgesetzt und findet seitdem jährlich statt.
Im Laufe der Jahrzehnte erweiterte sich die Konferenz, vor allem in den 1980er Jahren. 1979 wurde die Japan-America Student Conference inc. gegründet, eine gemeinnützige Organisation zur Unterstützung der Konferenz. Ab den 1980er Jahren wurden auch verschiedene Jubiläen gefeiert, u. a. das 50-jährige Bestehen 1984 und das 70-jährige Bestehen 2004.
Im Jahr 2014 würdigten der damalige US-Präsident Barack Obama und der japanische Premierminister Shinzō Abe die Konferenz offiziell als unverzichtbares Austauschprogramm zwischen den beiden Ländern. Die wachsende Relevanz des Programms wird von den neueren Austragungsorten wie z. B. Los Angeles, New Orleans und Washington, D.C. unterstrichen.
Bis heute steht das Programm für die Entschlossenheit beider Nationen, den kulturellen Austausch und den internationalen Dialog zu fördern und Studenten aktiv in der Zusammenarbeit zu fördern.

## Programm
Das Programm der Konferenz besteht aus einer dreiwöchigen Zeit, in der Studenten beider Länder zusammengeführt werden. Es nehmen jährlich jeweils eine gleiche Anzahl japanischer und amerikanischer Studenten teil, um zusammen an wissenschaftlichen und kulturellen Aktivitäten mitzuwirken. Die Studenten leben, reisen und forschen während dieser Zeit gemeinsam, um das Kulturverständnis und entstehende Freundschaften zu fördern. Der Fokus des Programms liegt dabei auf dem Austausch von Perspektiven und dem Fördern von Führungsfähigkeiten in einem globalen Kontext.
Ein wesentlicher Teil des Programms sind die sogenannten „Round Tables“. Diese sind Arbeitsgruppen, welche sich aus japanischen und amerikanischen Delegierten zusammensetzen, um sich über Themen wie internationale Beziehungen, nachhaltige Entwicklung und mentale Gesundheit auszutauschen und dabei kulturelle Unterschiede und Gemeinsamkeiten zu diskutieren. Begleitet werden diese Diskussionen von renommierten Fachleuten und Akademikern, welche die Studenten durch Vorträge und Workshops unterstützen.
Einzigartig an der Organisation der JASC ist, dass sie vollkommen studentengeführt ist. Am Schluss jeder jährlichen Konferenz wird das nächste Executive Committee (EC) von den Delegierten aus den anwesenden Teilnehmern gewählt. Dieses übernimmt die Planung und Durchführung der nächsten Konferenz. Das Komitee ist dafür verantwortlich, Themen und Austragungsorte zu bestimmen. Unterstützt wird es dabei von der International Student Conferences (ISC). Dies ist eine Non-Profit-Organisation in Washington D.C. welche für verschiedene Studentenkonferenzen logistische und finanzielle Hilfe anbietet.

## Auswahl der Delegierten
Der Prozess für die Auswahl der Delegierten ist sehr umfassen, da sichergestellt werden muss, dass sämtliche Teilnehmer sowohl über die nötigen Qualifikationen und Motivation zur Zusammenarbeit verfügen. Auswahlkriterien sind u. a. die akademischen Fähigkeiten, Kommunikationskompetenzen und Engagement für die internationale Zusammenarbeit zwischen Japan und den USA. Die Studenten, sie sich dafür bewerben, werden dazu angehalten, ihre Motivation und ihr Interesse für das Programm darzulegen.
Sollte eine Bewerbung erfolgreich sein, werden die Delegierten aktiv in die Vorbereitung für die Konferenz mit einbezogen und erhalten die Möglichkeit sich auf spezifische Diskussionsrunde vorzubereiten. Dies dient dazu, eine möglichst intensive Auseinandersetzung mit den Themen zu gewährleisten und die Zusammenarbeit während der Konferenz zu fördern.

## Liste namhafter Alumni
- Kiichi Miyazawa, ehemaliger Premierminister von Japan, nahm an den Konferenzen 1939 und 1940 teil.[3]
- Henry Kissinger, ehemaliger US-Außenminister, nahm an der Konferenz 1951 teil.[3]
- Kurt Tong, ehemaliger US-Generalkonsul in Hongkong und Macau, nahm an den Konferenzen 1984 und 1985 teil.[3]